# Kusttram
Kusttram – międzymiastowy system tramwajowy działający w Belgii, łączący miejscowości belgijskiego wybrzeża Morza Północnego, od Adinkerke przy granicy z Francją do Knokke-Heist w pobliżu granicy z Holandią. System składa się z jednej linii.

## Opis linii
Z 67 przystankami i 67 km długości jest to najdłuższa linia tramwajowa na świecie. Pociągi poruszają się po torach o szerokości 1000 mm i są zasilane napięciem 600V. Linia zaczyna bieg w Adinkerke (stacja kolejowa De Panne) przez Nieuwpoort, Ostendę i Zeebrugge do dworca kolejowego Knokke-Heist. Na odcinku pomiędzy Ostendą i Middelkerke tory biegną bezpośrednio na brzegu morza.
Do pokonania całej trasy tramwaj potrzebuje 2 godzin i 23 minut. Bilety można kupić na każdej większej stacji, jak również, gdy nie ma innej możliwości, u motorniczego. W trakcie letniego sezonu turystycznego tramwaje kursują nawet co 10 minut.
W szczycie sezonu letniego tramwaj przewozi nawet 3 mln pasażerów dziennie. 

## Historia
Kusttram jest pozostałością rozległej sieci tramwajów międzymiastowych w Belgii. Pierwszy odcinek łączący Ostendę z Nieuwpoort oddano do użytku w 1885 roku, następny z Ostendy do Knokke 5 lat później. Elektryfikację rozpoczęto w 1897 roku, następnie wybudowano odcinek Nieuwpoort–De Panne-Esplanade. Najnowsza część trasy, łącząca De Panne-Esplanade ze stacją kolejową De Panne w Adinkerke, została przyłączona do ruchu w 1998 roku.
Od listopada 2007-2015 roku poza standardową ofertą tramwajów zatrzymujących się na całej trasie na każdym przystanku (jazda co 15–20 minut) uruchomiono połączenia szybkiego tramwaju. Kursuje on na trasie Ostenda – Nieuwpoort i jest bezpośrednio połączony ze stacją Oostende i pociągami InterCity do Eupen.

## Przyszłość
W ramach planu Neptun przewidywane jest przedłużenie linii z Knokke do holenderskiego Breskens oraz z De Panne do francuskiej Dunkierki.
W dalszej perspektywie planowana jest budowa odcinków:
- Zeebrugge – Brugia
- Ostenda – Brugia
- Nieuwpoort – Diksmuide
- Koksijde – Veurne